# إد وليامز (لاعب كرة قدم أمريكية)
إد وليامز (بالإنجليزية: Ed Williams)‏ هو لاعب كرة قدم أمريكية أمريكي، ولد في 8 سبتمبر 1961 في أوديسا في الولايات المتحدة.

## وصلات خارجية
- إد وليامز على موقع مرجع كرة القدم المحترفة.كوم (الإنجليزية)